# 热敏电阻
热敏电阻（英語：thermistor）是一种传感器电阻，电阻值隨着溫度的变化而改变，且体积隨溫度的变化較一般的固定电阻要大很多。热敏电阻的英文「thermistor」是由Thermal（熱）及resistor（电阻）兩詞組成的混成詞。热敏电阻属可变電阻的一类，广泛应用于各种电子元件中，例如湧浪電流限制器、溫度傳感器、可復式保險絲、及自動調節的加熱器等。
不同於電阻溫度計使用純金屬，在熱敏電阻器中使用的材料通常是陶瓷或聚合物。兩者也有不同的溫度響應性質，電阻溫度計適用於較大的溫度範圍；而熱敏電阻通常在有限的溫度範圍內實現較高的精度，通常是-90℃〜130℃。

## 基本特性
热敏电阻最基本的特性是其阻值随温度的变化有极为显著的变化，以及伏安曲线呈非线性。若电子和空穴的浓度分别为{\displaystyle n}、{\displaystyle p}，迁移率分别为{\displaystyle \mu _{n}}、{\displaystyle \mu _{p}}，则半导体的电导为：
　　{\displaystyle \sigma =q(n\mu _{n}+p\mu _{p})\,}
因为{\displaystyle n}、{\displaystyle p}、{\displaystyle \mu _{n}}、{\displaystyle \mu _{p}}都是依赖温度T的函数，所以电导是温度的函数，因此可由测量电导而推算出温度的高低，并能做出电阻-温度特性曲线。这就是半导体热敏电阻的工作原理。
假設，電阻和溫度之間的關係是線性的，則：{\displaystyle \Delta R=k\Delta T\,}
{\displaystyle \Delta R} = 電阻變化
{\displaystyle \Delta T} = 溫度變化
{\displaystyle k} = 一階的電阻溫度係數
熱敏電阻可以依{\displaystyle k}值大致分為兩類：
- {\displaystyle k}為正值，電阻隨溫度上昇而增加，稱為正溫度係數（PTC，Positive Temperature Coefficient）熱敏電阻。
- {\displaystyle k}為負值，電阻隨溫度上昇而減少，稱為負溫度係數（NTC，Negative Temperature Coefficient）熱敏電阻。

此外還有一種临界温度热敏电阻（CTR，Critical Temperature Resistance），在一定溫度範圍內，其電阻會有大幅的變化。
非熱敏電阻的一般電阻，其{\displaystyle k}一般都相當接近零，因此在一定的溫度範圍內其電阻值可以接近一定值。
有時熱敏電阻不用溫度係數k來描述，而是用電阻溫度係數{\displaystyle \alpha _{T}}來描述，其定義為
{\displaystyle \alpha _{T}={\frac {1}{R(T)}}{\frac {dR}{dT}}.}
此處的{\displaystyle \alpha _{T}}係數和以下的{\displaystyle a}參數是不同的。

## 斯坦哈特-哈特公式
在實務上，上述的線性近似只在很小溫度範圍下適用，若要考慮精密的溫度量測，需要更詳細的描述溫度-電阻曲線。斯坦哈特-哈特公式是廣為使用的三階近似式：
{\displaystyle {1 \over T}=a+b\,\ln(R)+c\,(\ln(R))^{3}}
其中a、b和c稱為斯坦哈特-哈特參數，每個熱敏電阻有不同的參數，T是以開爾文表示的溫度，R是電阻，單位是歐姆，若要電阻以溫度的函數表示，可以整理為下式：
{\displaystyle R=e^{{\left(x-{1 \over 2}y\right)}^{1 \over 3}-{\left(x+{1 \over 2}y\right)}^{1 \over 3}}}
其中
{\displaystyle {\begin{aligned}y&={1 \over c}\left(a-{1 \over T}\right)\\x&={\sqrt {\left({\frac {b}{3c}}\right)^{3}+\left({\frac {y}{2}}\right)^{2}}}\end{aligned}}}
在二百度的範圍內，斯坦哈特-哈特公式的誤差多半小於0.02 °C。例如，室溫下（25 °C = 298.15 K）電阻值為3000 Ω的熱敏電阻，其參數為
{\displaystyle {\begin{aligned}a&=1.40\times 10^{-3}\\b&=2.37\times 10^{-4}\\c&=9.90\times 10^{-8}\end{aligned}}}

## NTC熱敏電阻的參數
NTC熱敏電阻的電阻值隨溫度的上昇而下降，也可以用B（或β）參數來描述其特性，其實就是參數為{\displaystyle a=(1/T_{0})-(1/B)\ln(R_{0})}, {\displaystyle b=1/B}及{\displaystyle c=0}的斯坦哈特-哈特公式。
{\displaystyle {\frac {1}{T}}={\frac {1}{T_{0}}}+{\frac {1}{B}}\ln \left({\frac {R}{R_{0}}}\right)}
其中
- T：溫度，單位為K
- R0：為溫度T0 (25 °C = 298.15 K)時的電阻

求解R可得
{\displaystyle R=R_{0}e^{-B\left({\frac {1}{T_{0}}}-{\frac {1}{T}}\right)}}
或者
{\displaystyle R=r_{\infty }e^{B/T}}
其中{\displaystyle r_{\infty }=R_{0}e^{-{B/T_{0}}}}.
因此可以求解溫度為
{\displaystyle T={B \over {\ln {(R/r_{\infty })}}}}
B參數的方程也可以表示為{\displaystyle \ln R=B/T+\ln r_{\infty }}，可以得熱敏電阻溫度及電阻的方程式轉換為{\displaystyle \ln R}和{\displaystyle 1/T}的線性方程式。由其平均斜率可以得到B參數的估計值。

## 歷史
第一個NTC熱敏電阻是法拉第在1833年研究硫化銀的半導體特性時發現的。法拉第注意到硫化銀的阻值隨著溫度上昇而大幅下降（這也是第一次對於半導體材料特性的記錄）
。
早期因為熱敏電阻不易生產，且應用的技術受限，商業化的使用一直到1930年代才開始。第一個在商業應用上可行的熱敏電阻是由Samuel Ruben在1930年發明。

## 應用領域
- 溫度偵測
- 電路開關
- 湧流抑制
- 马达延时启动
- 过热保护

## 外部連結
- The thermistor at bucknell.edu
- Software for thermistor calculation at Sourceforge
- "Thermistors & Thermocouples:Matching the Tool to the Task in Thermal Validation" （页面存档备份，存于） - Journal of Validation Technology